# RAC3
RAC3‏ (Rac family small GTPase 3) هوَ بروتين يُشَفر بواسطة جين RAC3 في الإنسان.